# Susanne Pechel
Susanne Madleen Pechel (* 19. März 1966 in Montevideo, Uruguay) ist eine deutsche Ärztin, Musikerin und Gründerin der Hilfsorganisation Christlicher Entwicklungsdienst. Sie lebt in München.

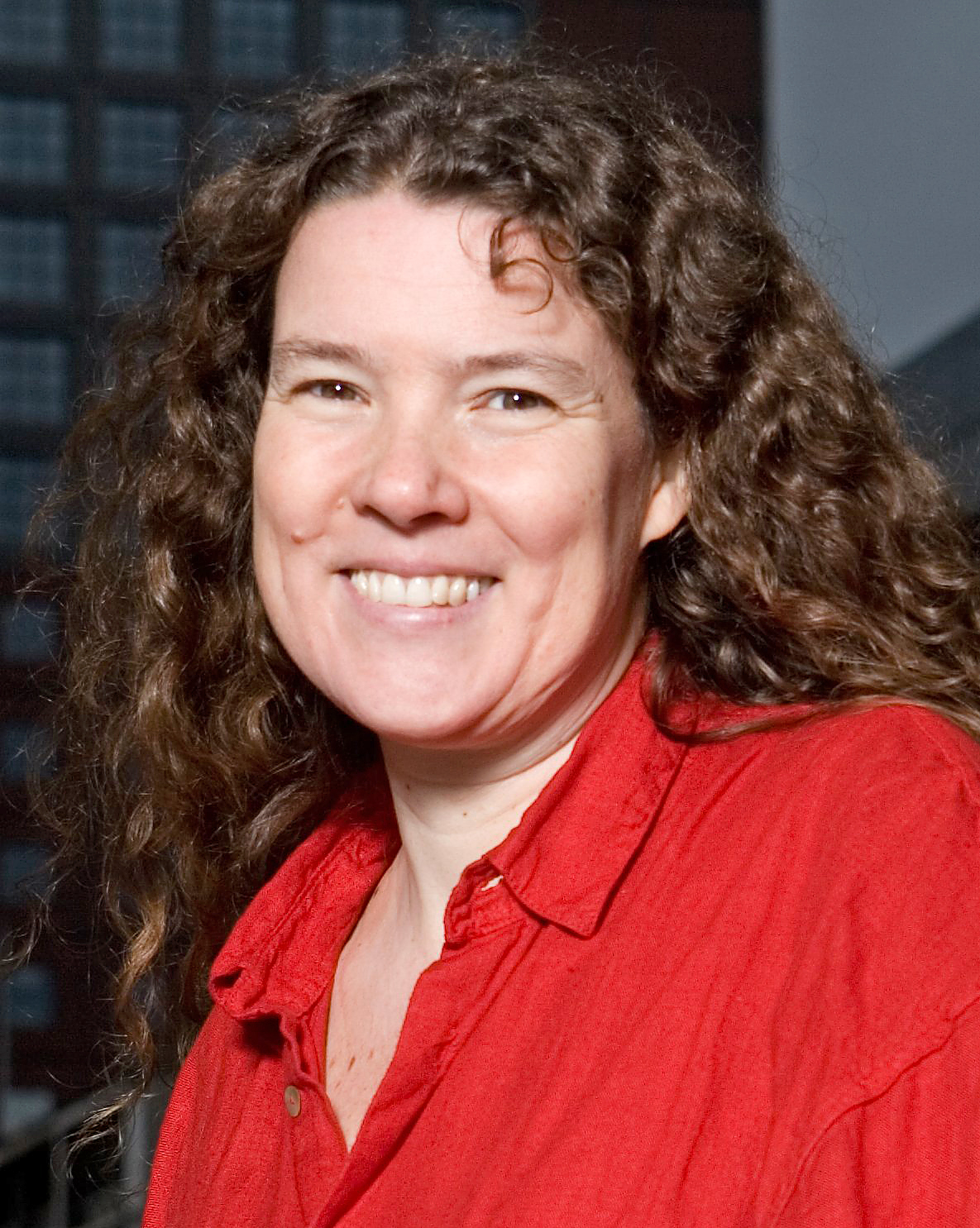
Susanne M. Pechel

## Leben
Susanne Pechel wurde als einziges Kind des ARD-Korrespondenten für Lateinamerika, Jürgen Pechel, und der Filmeditorin Rose Pechel geboren. Ihr Großvater war der deutsche Journalist und Widerstandskämpfer gegen das NS-Regime Rudolf Pechel. Nach dem frühen Tod des Vaters 1969 kehrte die Mutter mit der dreijährigen Susanne zurück nach München. Dort lebt Susanne Pechel seither. Sie ist seit 2004 mit Patrik Scherrer verheiratet.
Die Grundschule besuchte Pechel in der Munich International School (MIS), einer internationalen englischsprachigen Schule in Percha bei Starnberg. Mit zehn Jahren wechselte sie in ein deutschsprachiges staatliches Gymnasium und bestand 1986 das Abitur am neusprachlichen Oskar-von-Miller-Gymnasium in München.
Im selben Jahr nahm sie im Wintersemester das Medizinstudium an der Ludwig-Maximilians-Universität München (LMU) auf. 1997 erlangte sie die Approbation für Humanmedizin und promovierte 1998 in der Tropenmedizin zum Thema „Malaria-Prophylaxe und Notfallmedikation bei Reisenden“. 1998 absolvierte sie erfolgreich die Diplomprüfung für Tropenmedizin mit Abschluss des DTMP-Diplom für „Tropenmedizin und Medizinische Parasitologie“ am Bernhard-Nocht-Institut in Hamburg. Während ihrer ärztlichen Mitarbeit im Tropeninstitut München erhielt sie 2003 die Anerkennung der Zusatzbezeichnung „Tropenmedizin“ durch die Bayerische Landesärztekammer. 1998 schrieb und entwickelte sie den reisemedizinischen Internetdienst „Fit For Travel“ entsprechend nationaler und internationaler Empfehlungsrichtlinien der DTG und WHO (Weltgesundheitsorganisation). Sie ist Mitglied im reisemedizinischen Ausschuss der Deutschen Gesellschaft für Tropenmedizin und internationale Gesundheit (DTG) und für die Redaktion der Malariaempfehlungen seit 2014 zuständig. 1999 eröffnete sie die Beratungsstelle und Redaktion interMEDIS für Impfungen, Tropen- und Reisemedizin in München, in der sie seither arbeitet.

## Ehrenamtliches Engagement
Menschen in Not zu helfen, bestimmt Susanne Pechels Leben seit frühester Kindheit. Die Frage, warum Menschen in der Welt verhungern oder verdursten müssen, lässt sie seit ihrer Kindheit nicht ruhen und treibt sie an, sich für Bedürftige und Notleidende einzusetzen. Im Alter von sechs Jahren bastelte sie sich eine Sammelbüchse aus einer Cremedose ihrer Mutter und bat im Verwandten- und Freundeskreis um Spenden, die sie an verschiedene Hilfsorganisationen weiterreichte. Als Teenager warb sie um Gleichgesinnte in ihrer Schule und im Freundeskreis und organisierte mit ihnen kleinere Benefiz- und Sammelaktionen.
Das erste größere Benefizkonzert in der Öffentlichkeit organisierte sie am 13. Oktober 1982 in der Münchner Schauburg. Auf der Bühne standen der Münchener Bach-Chor und ein ehrenamtliches Orchester, bestehend aus Musikern des Bayerischen Staatsorchesters, des Gärtnerplatztheaters, der Münchner Philharmoniker und des Orchesters des Bayerischen Rundfunks. Als der Dirigent kurzfristig ausfiel, leitete die damals 16-jährige Susanne Pechel den Abend selbst. Vor laufender Kamera des Bayerischen Fernsehens und vor rund 350 Gästen dirigierte sie „Eine kleine Nachtmusik“ von Wolfgang Amadeus Mozart und das 4. Brandenburgische Konzert von Johann Sebastian Bach. Die Erlöse des Abends gingen an die St. Paul’s School in Kalkutta, die noch heute von Susanne Pechels Stiftung unterstützt wird. 1984 gründete sie die Künstlervereinigung „Musik für die 3. Welt“, mit der sie Benefizkonzerte und Wohltätigkeitsveranstaltungen organisierte und deren Erlöse sie vorwiegend an das Missionswerk missio, Karlheinz Böhms Stiftung Menschen für Menschen und das Deutsche Rote Kreuz spendete.

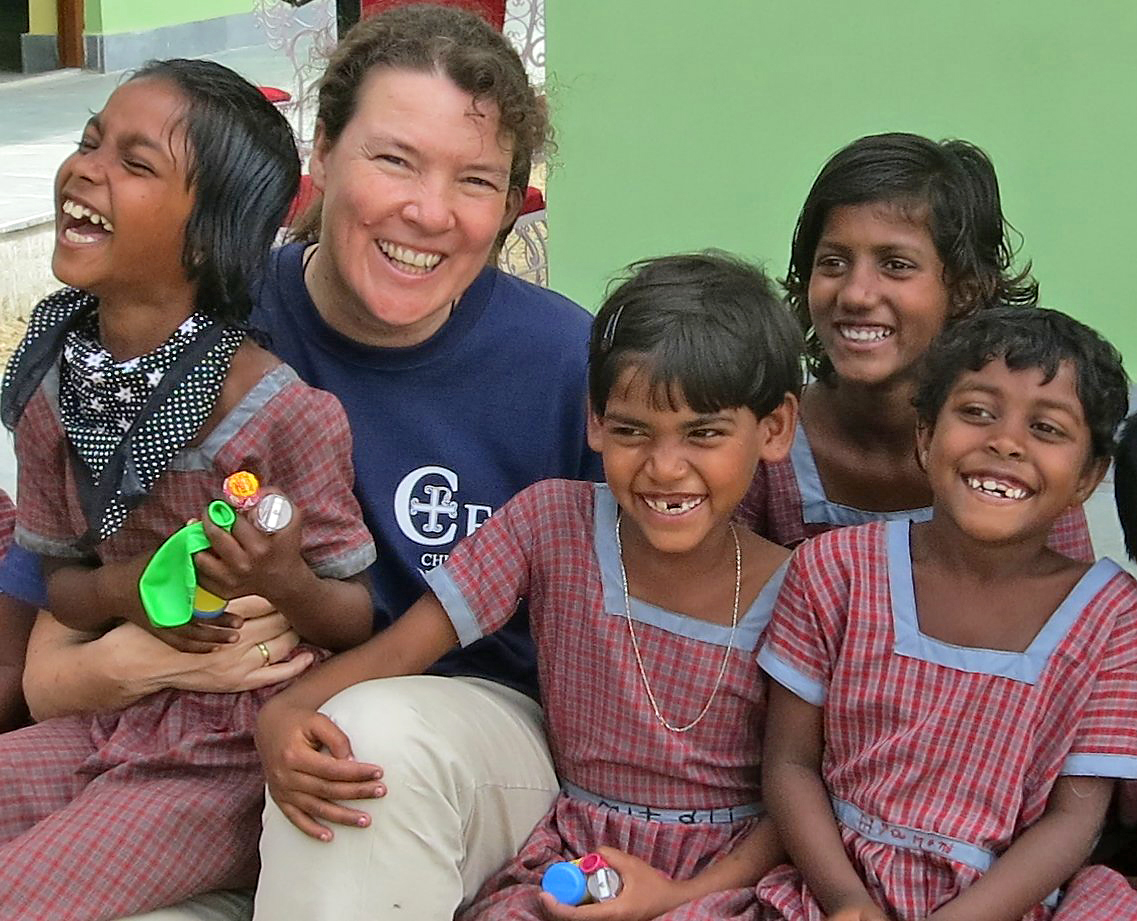
Susanne Pechel in einem Projekt ihrer Hilfsorganisation CED in Indien

1990 organisierte Susanne Pechel ihre erste Benefiz-Musikaufnahme: „Lobe den Herren, die schönsten Lieder aus Gottesdiensten“. Die Musik-CD ist eine Sammlung berühmter Kirchenlieder, die damals erstmals auf einen Tonträger von mehr als 200 Musikern aus 25 Münchner Chören und Orchestern eingespielt wurden. Alle Beteiligten nahmen ehrenamtlich teil und verzichteten auf Gagen. Der Bayerische Rundfunk nahm die Lieder auf und stellte die Bänder unentgeltlich für die CD-Produktion zur Verfügung. Der Erlös aus dem Verkauf der CDs diente der medizinischen Basisversorgung der Landbevölkerung in El Limón, einer Provinz im Osten der Dominikanischen Republik. Bei ihrem Besuch des Hilfsprojektes am 18. Oktober 1991 entstand in ihr die Idee, noch mehr Menschen in Not durch weitere Hilfsprojekte weltweit zu unterstützen und dafür eine Organisation ins Leben zu rufen. So gründete sie am 13. September 1992 im Alter von 26 Jahren eine eigene Hilfsorganisation, den Christlichen Entwicklungsdienst, kurz „CED“.
Seither initiiert und unterstützt sie neben ihrem Beruf als Ärztin zahlreiche Spendenaktionen zum Aufbau und Betrieb von Armenkrankenhäusern und HIV/Aids-Stationen, Waisenhäusern und Schulen, Obdachlosenheimen und Armenküchen in Afrika, Asien, Lateinamerika und Osteuropa. In den neunziger Jahren lernte Susanne Pechel Mutter Teresa kennen und begann auf ihren Rat hin, den Aufbau von Obdachlosenheimen in Indien zu unterstützen. 2005 stiftete sie ihr Privatvermögen, um den CED in eine Stiftung zu überführen. Derzeit zählt der CED deutschlandweit rund 2.000 aktive Förderer und 200 ehrenamtliche Helfer.

## Musikkarriere
Susanne Pechel begann im Alter von 10 Jahren mit klassischem Klavierunterricht und lernte wenige Jahre später Gitarre spielen. Als Teenager schrieb sie ihre ersten Songs und trat als Sängerin und Songwriterin in Münchner Kleinkunstbühnen auf. 1982–89 trat sie bei Musikveranstaltungen deutschlandweit auf und wurde dabei von einer internationalen Plattenfirma entdeckt, die ihr einen Fünfjahresvertrag anbot. Sie lehnte aufgrund ihres laufenden Medizinstudiums jedoch ab. Erst nach Studienabschluss setzte sie ihre musikalische Laufbahn fort und nahm ihre erste Musik-CD auf.
2003 gewann sie den 1. Preis der Internationalen Poptrophäe 2003/2004 in allen drei Kategorien „Komposition“, „Textdichtung“ und „Interpretation“ mit ihrem Song „Living in a rich world, able to give“, den sie mit Kindern von einem ihrer Hilfsprojekte in Tansania aufgenommen hatte. Susanne Pechel tritt mit ihren Liedern öffentlich auf und singt für ihr Ziel, die Not der Armen zu lindern.

## Diskografie
- 2010: Atme Weiter, Maxi-Single
- 2007: Living In A Rich World ... Able To Give, Studio-Album
- 2007: Star Falling Into Space, Maxi-Single
- 2007: Living In A Rich World, Bonus-DVD
- 2002: Living In A Rich World, Maxi-Single
- 1998: Bread For The World, Maxi-Single
- 1997: Here I Am, Studio-Album

## Biografien
- Doris Andreas (Autorin), „Zeichen der Zeit: Nicht nur zur Weihnachtszeit ...“ (2001, Fernsehdokumentation, 43 Minuten)
- Renate Stegmüller (Autorin), „Lebenslinien: Der kleine Himmel, Susanne P. – vom Glück des Helfens“ (1997, Fernsehdokumentation und Porträt, 45 Minuten)
- Werner Reuß (Redaktion, ARD-alpha), Sabrina Staubitz (Moderation), „Alpha Forum mit Susanne Pechel“ (2014, Fernsehgespräch und Porträt, 45 Minuten)[6]
- Elke Zimmermann, Evangelische Funkagentur, Sendung „Hauptsache Mensch“ (2012, Hörfunksendung und Porträt, 40 Minuten), Abruf: 24. Oktober 2014
- Norbert Joa, Bayern 2, „Eins zu Eins. Der Talk“ im Gespräch mit Susanne Pechel (2013; Hörfunkinterview 55 Minuten)
- Biografisches Kurzporträt von Susanne Pechel 2013 in: Mittendrin, 3 (9./10. Jg.) „Jesus – die Spur von morgen“. Lernlandschaften Religion. Unterrichtswerk für katholischen RU an Gymnasien in BW Mittendrin. Lernlandschaften Religion, Band 5.

## Auszeichnungen
- 2014: EMOTION.Award in der Kategorie „Neue Werte“[7]
- 2003/2004: 1. Preis der Internationalen Poptrophäe in den Kategorien „Komposition“, „Textdichtung“ und „Interpretation“.
- 2016: Bundesverdienstkreuz am Bande
- 2018: Stifterpreis der Stiftung inVITAtio[8]